# 金井喜一郎
金井 喜一郎（かない きいちろう、1901年9月 - 1961年7月16日）は、日本の映画監督、映画プロデューサー、作画監督、撮影監督、アニメーション作家であり、実業家である。
出生名佐藤 喜一郎（さとう きいちろう）、養子縁組後本名金井 喜一郎、筆名金井 木一路（かない きいちろ）。

## 人物
日本初のアニメーション作家のひとりである北山清太郎の助手からキャリアを始め、アニメーション映画の撮影・作画、独立後はドキュメンタリー映画の製作も行ったことで知られる。東京線画フィルム製作所、都商会、都映画社、「目黒スタジオ」として知られる東京録音現像をそれぞれ創立し、代表を務めた。

## 来歴
1901年（明治34年）9月、栃木県足利郡足利町（現在の同県足利市）に生まれる。佐藤家に生まれ、金井家に養子に行く。のちのアニメーション作家の佐藤吟次郎は実弟である。
数え年16歳になる1916年（大正5年）ころ、旧制・明治薬学専門学校（現在の明治薬科大学）に入学すると同時に、北山清太郎の書生となり、東京府東京市麹町区麹町平河町（現在の東京都千代田区平河町）にあった北山の自宅兼アトリエに住み込む。当時の北山は、日活向島撮影所に招かれ、アニメーション映画の製作を行っており、やがて1921年（大正10年）、北山が北山映画製作所を設立すると、これに参加する。同製作所では、日活向島撮影所出身の撮影技師である高城泰策とともに、おもに撮影に従事した。金井は、この時期に前後して、明治薬学専門学校を卒業している。
1923年（大正12年）に独立、東京市赤坂区青山南町3159番地（現在の東京都港区南青山）に東京線画フィルム製作所を設立する。『映画年鑑 1962』によれば、設立は1924年（大正13年）であるという。1930年（昭和5年）5月26日、長男の遠山一（本名金井哲夫、現在のダークダックスの「ゾウ」）が生まれる。1931年（昭和6年）、合名会社都商会を設立、同社の代表社員に就任、短篇ドキュメンタリー映画を多く製作する。都商会は、戦時統合で理研科学映画に統合された。
第二次世界大戦後は、千代田区神田金澤町2番地（現在の同区外神田3丁目）に、新たに株式会社都映画社を設立、代表取締役社長となる。それと並行して、東京録音現像株式会社を設立、代表取締役社長に就任、目黒区下目黒4丁目999番地（現在の同区下目黒6丁目15番22号）に「目黒スタジオ」と呼ばれるアフレコ・ダビングと現像のできる施設を持った。同社では、ニュース映画の録音・現像を中心として短篇映画のポストプロダクション業務に始まり、テレビ映画やラジオ番組および映画の録音スタジオ、現像、放送用の音楽録音、スチル写真の製作等も行った。同社は、1956年（昭和31年）4月には、大藤信郎の短篇アニメーション『幽霊船』の録音業務を行った記録がある。このころ金井は、伊藤武郎らの独立映画の監査役も務めており、目黒スタジオも、小規模製作会社、いわゆる「独立プロ」の録音・現像業務を引き受け、とくに若松孝二の若松プロダクション作品の「録音・現像」に多くクレジットされた。
1961年（昭和36年）7月16日、心臓弁膜症に狭心症を併発し、死去した。享年61（満59歳の没）。目黒スタジオ（東京録音現像）代表の後任は、愛光商会社長の今田富雄が務めた。「金井木一路」の著作権は妻・金井ぬいが、相続人としてこれを相続した。

## フィルモグラフィ
クレジットはすべてスタッフとして、である。公開日の右側には職名、および東京国立近代美術館フィルムセンター（NFC）、マツダ映画社所蔵等の上映用プリントの現存状況についても記す。同センター等に所蔵されていないものは、とくに1940年代以前の作品についてはほぼ現存しないフィルムである。資料によってタイトルの異なるものは併記した。製作者あるいはポストプロダクションの下請け等で関わった作品の詳細は、記録が乏しい。
- 『正チャンの冒険』 : 1924年4月17日公開 - 演出・撮影（推定[4]）

- 『アルキメデスと黄金の王冠』 : 共同作画山本早苗、製作東京線画フィルム製作所、1929年2月18日公開 - 演出・作画
- 『あゝ玉杯に花うけて』 : 監督・脚本小沢得二、原作佐藤紅緑、製作東京シネマ商会、1929年4月10日公開 - 字幕意匠、90分尺で現存（NFC所蔵[6]）
- 『冬の富士』 : 編集・撮影酒井健三、製作東京シネマ商会、1930年代製作 - 字幕意匠
- 『商人と猿の群れ』[1][4]（『商人と猿の群』[3]） : 原作・監修・脚本坪内逍遙、製作帝国教育映画、1931年10月15日公開 - 作画
- 『日露戦捷三十周年記念　極東戦線一万里』 : 監修今村貞夫、1930年代製作 - 線画

- 『防空日本』 : 製作都商会教育映画部、1940年代製作 - 編集
- 『愉しき愛情』 : 演出長尾史録、製作都商会文化映画部、1940年代製作 - 構成、10分尺で現存（NFC所蔵[6]）
- 『赤ちゃん一斉診査』 : 構成長尾史録、製作都商会文化映画部、1941年7月31日公開 - 編集
- 『体力章検定』 : 構成長尾史録、製作都商会文化映画部、1941年9月4日公開 - 企画
- 『保健婦』 : 演出長尾史録、製作都商会文化映画部、1942年2月25日公開 - 企画
- 『大日本国民体操』 : 演出長尾史録、製作都商会文化映画部、配給映画配給社、1943年2月18日公開 - 企画
- 『明るい村』 : 演出長尾史録、製作都商会文化映画部、配給映画配給社、1943年4月29日公開 - 企画
- 『赤ちゃん隣組』 : 監督・演出長尾史録、製作都商会文化映画部、配給映画配給社、1944年1月8日公開 - 製作

- 『髭のある天使』 : 監督・脚本田尻繁、製作都映画社、配給東宝、1951年製作・公開 - 製作（「金井喜一郎」名義）、49分尺で現存（NFC所蔵[6]）